# Rimini Calcio 1940-1941
Questa voce raccoglie le informazioni riguardanti il Rimini Calcio nelle competizioni ufficiali della stagione 1940-1941.

## Rosa
| N. |                   | Ruolo | Calciatore          |
| -- | ----------------- | ----- | ------------------- |
|    | Italia (bandiera) | D     | Paolo Ballardini    |
|    | Italia (bandiera) | C     | Mario Bruno         |
|    | Italia (bandiera) | A     | Tullio Celli        |
|    | Italia (bandiera) | C     | Alfiero Cinti       |
|    | Italia (bandiera) | P     | Tomaso De Pietri    |
|    | Italia (bandiera) | D     | Giovanni Del Bianco |
|    | Italia (bandiera) | C     | Bruno Dugoni        |
|    | Italia (bandiera) | A     | Dante Ferraresi     |
|    | Italia (bandiera) | A     | Fernando Gualtieri  |
|    | Italia (bandiera) | D     | Nello Guidi         |
|    | Italia (bandiera) | A     | Nello Liverani      |
|    | Italia (bandiera) | A     | Emanuele Massari    |
|    | Italia (bandiera) | A     | Giancarlo Mercurini |
|    | Italia (bandiera) | C     | Giovacchino Migani  |

| N. |                   | Ruolo | Calciatore           |
| -- | ----------------- | ----- | -------------------- |
|    | Italia (bandiera) | A     | Alberto Montebugnoli |
|    | Italia (bandiera) | P     | Armando Morri        |
|    | Italia (bandiera) | C     | Dante Nardi          |
|    | Italia (bandiera) | D     | Perani               |
|    | Italia (bandiera) | C     | Giovanni Pericoli    |
|    | Italia (bandiera) | P     | Ivo Pesaresi         |
|    | Italia (bandiera) | C     | Primo Piva           |
|    | Italia (bandiera) | A     | Serafino Romani      |
|    | Italia (bandiera) | P     | Algemiro Rossi       |
|    | Italia (bandiera) | C     | Giordano Tosolini    |
|    | Italia (bandiera) | A     | Amilcare Trevisani   |
|    | Italia (bandiera) | D     | Pierpaolo Vannoni    |
|    | Italia (bandiera) | D     | Pasquale Viganò      |
|    | Italia (bandiera) | C     | Dino Zarlatti        |